# Syia
Syia (altgriechisch Συία, seltener auch "Συγία", bei Strabo als Syba erwähnt) ist eine antike Stadt im Südwesten Kretas. Sie befand sich an Stelle der modernen Siedlung Sougia, etwa 70 Kilometer südlich von Chania. 
Ähnlich wie Lisos war Syia ein geräumiger und sicherer Hafen für Elyros. Der Name kommt wahrscheinlich von altgriechisch Sys (Sau). In antiker Zeit dürften sich in der Gegend Eichen- und Stechpalmenwälder befunden haben, die eine wichtige Nahrungsgrundlage für Schweine bilden. Syia hatte seine Blütezeit in der römischen und frühbyzantinischen Periode. Es gibt dort römische Ruinen und Überreste dreier großer frühchristlicher Basiliken. Vermutlich wurde die Stadt von den Sarazenen zerstört. Robert Pashley entdeckte im Norden, westlich von Elyros römische Aquädukte und Thermen. Im Ort selbst gibt es auch Überreste antiker Gebäude, Mauern, Katakomben und Hausfundamente. Pashley beobachtete auch Kreuzinschriften auf Marmor.
Syia hatte eine Währungsunion mit Elyros, Hyrtakina, Lisos, und Tarra und es wurden gemeinsame Münzen geprägt. Politisch war es Teil des Bundes der Oreioi („Bergbewohner“), wozu auch einige andere kleinere Städte der Umgebung gehörten.